# Pracký kopec
Pracký kopec är en kulle i Tjeckien. Den ligger i den sydöstra delen av landet, 200 km sydost om huvudstaden Prag. Toppen på Pracký kopec är 324 meter över havet, eller 114 meter över den omgivande terrängen. Bredden vid basen är 3,8 km.
Terrängen runt Pracký kopec är huvudsakligen platt.Runt Pracký kopec är det ganska tätbefolkat, med 90 invånare per kvadratkilometer. Närmaste större samhälle är Brno, 13,6 km nordväst om Pracký kopec. Trakten runt Pracký kopec består till största delen av jordbruksmark.